# Veronica Guerin (film)
Pour l’article homonyme, voir Veronica Guerin.
Pour plus de détails, voir Fiche technique et Distribution.
Veronica Guerin est un film irlando-américano-britannique réalisé par Joel Schumacher et sorti en 2003. C'est un film biographique sur la vie de la journaliste irlandaise Veronica Guerin.

## Synopsis
Dans les années 1990 à Dublin, les barons de la drogue se livrent à une guerre sans merci pour le contrôle de la ville. Veronica Guerin, journaliste au Sunday Independent, dénonce à la fois les agissements des chefs de la pègre et le laxisme des autorités irlandaises. Menacée de mort, tiraillée entre son travail de journaliste et sa famille, elle mènera son combat contre la drogue jusqu'à son assassinat en juin 1996.

## Fiche technique
Sauf indication contraire, les informations mentionnées dans cette section peuvent être confirmées par la base de données cinématographiques IMDb,  présente dans la section « Liens externes ».
- Titre original et français : Veronica Guerin
- Réalisateur : Joel Schumacher
- Décors : Nathan Crowley
- Scénario : Mary Agnes Donoghue et Carol Doyle, d'après une histoire de Carol Doyle
- Décors : Nathan Crowley
- Costumes : Joan Bergin
- Montage : David Gamble
- Directeur de la photographie : Brendan Galvin
- Musique : Harry Gregson-Williams (additionnelle : Toby Chu, Geoff Zanelli, Patrick Cassidy et Michael Levine)
- Producteur : Jerry Bruckheimer
- Sociétés de production : Touchstone Pictures
Jerry Bruckheimer Films ; coproduit par Persevere Productions Ltd., World 2000 Entertainment et Merrion Film Productions ; avec le soutien de lIrish Film Industry
- Distribution : Buena Vista Pictures
- Genre : drame biographique
- Pays d'origine :  Irlande,  Royaume-Uni,  États-Unis
- Budget : 17 millions de dollars[1]
- Format : Couleurs - son Dolby Digital DTS - 35 mm
- Durée : 98 minutes
- Dates de sortie[2] : 
  - Irlande : 11 juillet 2003
  - Belgique : 24 septembre 2003
  - France : 1er octobre 2003

## Distribution
- Cate Blanchett (VF : Martine Irzenski ; VQ : Nathalie Coupal) : Veronica Guerin
- Gerard McSorley (VF : Patrick Raynal ; VQ : Marc Bellier) : John Gilligan
- Ciarán Hinds (VF : Philippe Vincent ; VQ : Luis de Cespedes) : John Traynor
- Don Wycherley (VF : Jérôme Keen ; VQ : Daniel Picard) : Chris Mulligan
- Brenda Fricker (VQ : Madeleine Arsenault) : Bernie Guerin
- Charlotte Bradley (VQ : Marie-Andrée Corneille) : Anne Harris
- Paul Ronan (VF : Ludovic Baugin ; VQ : Hugolin Chevrette) : Jimmy Guerin
- Emmett Bergin (VF : Philippe Catoire ; VQ : Hubert Gagnon) : Aengus Fanning
- David Herlihy (VQ : Benoît Rousseau) : Peter Mitchell
- Simon O'Driscoll (VF : Aloïs Darles) : Cathal Turley
- Alan Devine (VF : Philippe Valmont) : Gerry Hutch
- Barry Barnes (VF : Tony Joudrier) : Graham Turley
- Danielle Fox Clarke : une junkie
- Colin Farrell (VF : Boris Rehlinger) : Spanky McSpank (caméo non crédité)
- Gerry O'Brien (VF : Joël Zaffarano) : Martin Cahill

## Production

### Genèse et développement
Le projet a mis plusieurs années à se concrétiser. John Mackenzie devait initialement réaliser le film (il développera un autre projet similaire avec When the Sky Falls (en)). Danny DeVito a également voulu adapter la vie de Veronica Guerin et avait même rencontré certains membres de sa famille.

### Attribution des rôles
Jodie Foster a un temps été en négociations pour le rôle-titre. Joan Allen a également été attachée au rôle. Danny DeVito voulait un temps faire le film et envisageait Winona Ryder dans le rôle de Veronica Guerin. Le rôle revient finalement à Cate Blanchett. Étant Australienne, cette dernière connaissait très peu l'histoire de Veronica Guerin et passera un mois à Dublin à rencontrer des personnes l'ayant connu, à lire ses articles, voir des archives et appréhender l'accent local.
Joel Schumacher dirige Colin Farrell pour la 3e fois après Tigerland (2000) et Phone Game (2002). L'acteur fait cependant ici qu'une petite apparition non créditée.
Patrick Bergin devait initialement incarner Chris Mulligan.

### Tournage
Le tournage a lieu en Irlande : à Naas, Dublin, Newtownmountkennedy et Ashford. Les prises de vues s'enchainent rapidement car il y a 93 lieux différents utilisés pour seulement 50 jours de tournage. Par ailleurs, la production a tenu à engager principalement des techniciens irlandais.

### Musique
La musique du film est composée par Harry Gregson-Williams, qui avait travaillé sur le précédent film de Joel Schumacher, Phone Game. Le compositeur a entendu par hasard un jeune garçon qui chantait dans la rue à Dublin, alors qu'il passait quelques jours sur le plateau de tournage du film. Très séduit par la voix de l'enfant, il parvient à le retrouver quelques jours plus. Brian O'Donnell enregistre alors quelques chansons folk et traditionnelles a cappella. Harry Gregson-Williams choisira finalement The Fields of Athenry et l'intégrera au film.

## Accueil

### Critique
Le film reçoit des critiques partagées. Sur l'agrégateur américain Rotten Tomatoes, il récolte 53% d'opinions favorables pour 142 critiques et une note moyenne de 5,9⁄10. Le consensus du site est « Cate Blanchett donne une autre excellente performance dans un film qui ne met cependant pas beaucoup de lumière sur son personnage principal ». Sur Metacritic, il obtient une note moyenne de 55⁄100 pour 33 critiques.
En France, le film obtient une note moyenne de 3,2⁄5 sur le site AlloCiné, qui recense 9 titres de presse.

### Box-office
Le film est un échec au box-office : seulement 9 millions de dollars pour un budget de 17 millions.
| Pays ou région    | Box-office     | Date d'arrêt du box-office | Nombre de semaines |
| ----------------- | -------------- | -------------------------- | ------------------ |
| États-Unis Canada | 1 571 504 $    | 4 décembre 2003            | 7                  |
| France            | 32 895 entrées | -                          | -                  |
| Total mondial     | 9 439 660 $    | -                          | -                  |